# Jeleniów (Zielona Góra)
Jeleniów (przed 1945 niem. Droseheydau) – część miasta i osiedle administracyjne Zielonej Góry, będące jednostką pomocniczą miasta. Do 31 grudnia 2014 roku wieś, od 1 stycznia 2015 w granicach miasta. W latach 1975–1998 należące do województwa zielonogórskiego.

## Zabytki
Do wojewódzkiego rejestru zabytków wpisane są:
- dzwonnica, z XIX wieku, drewniana
- kostnica, z XVIII wieku/XIX wieku
- dwór, z XVIII wieku, XIX wieku.